# Велика коляда
Велика коляда — всеукраїнський різдвяний хоровий фестиваль, який відбувається щороку у Львові у церкві Пресвятої Євхаристії (колишній Домініканський костел) під патронатом Львівської міської ради.
У їх виконанні звучать традиційні колядки, їх сучасні обробки та аранжування, класичні різдвяні твори. У 2010 році у фестивалі взяли участь понад 70 учасників, було дано понад 20 концертів. Традиційно, впродовж фестивалю відбувається кілька гала-концертів.
«Велика коляда» у 2010 році була присвячена колядкам Гуцульщини, у 2011 році — колядкам Лемківщини, у 2012 — Гуцульщини, у 2013 — Полісся.